# Aparecida do Rio Negro
Aparecida do Rio Negro è un comune del Brasile nello Stato del Tocantins, parte della mesoregione Oriental do Tocantins e della microregione di Porto Nacional.